# Un treball a Itàlia
|  | Aquest article tracta sobre la pel·lícula de 1969. Si cerqueu la pel·lícula de 2003, vegeu «The Italian Job». |

Un treball a Itàlia (títol original en anglès: The Italian Job) és una pel·lícula britànica de Peter Collinson estrenada el 1969. Ha estat doblada i subtitulada al català.

## Argument
Charlie Croker i el seu equip tenen per a intenció robar l'or de la fàbrica Fiat. Travessar Torí, fugint per les clavegueres, i el nord d'Itàlia en 3 cotxes Mini Cooper. En la seva ruta, s'adreça a la Màfia que vol defensar l'honor d'Itàlia.
Mítica pel·lícula de culte pels enamorats dels Minis, que va provocar que molta gent volgués comprar-se un Mini Cooper i pintar-lo amb els colors dels Minis protagonistes del film.

## Repartiment

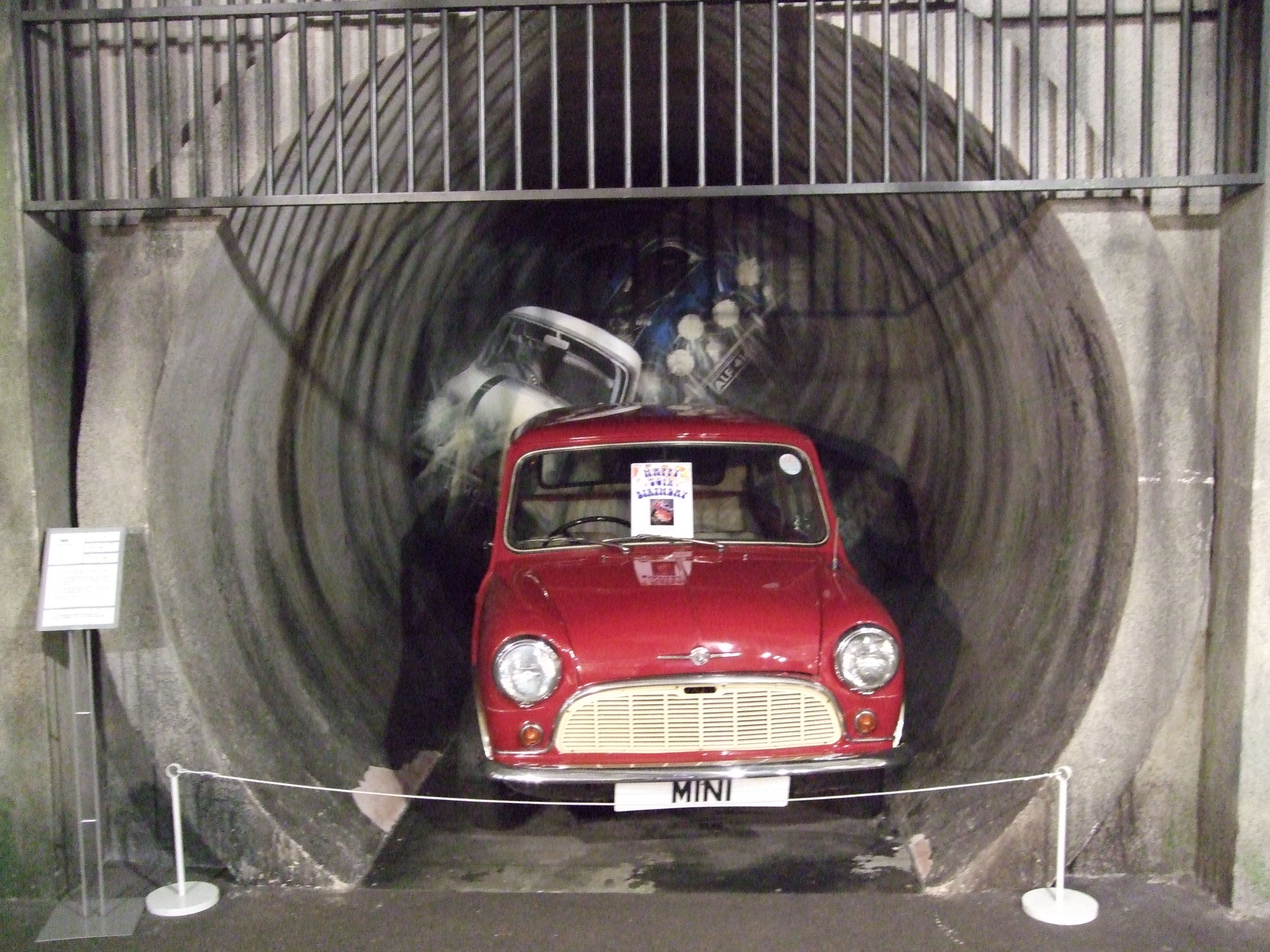
Un Mini de la pel·lícula

- Michael Caine: Charlie Croker
- Noël Coward: John Bridger
- Benny Hill: Simon Peach
- Tony Beckley: Freddie
- Maggie Blye: Lorna
- Raf Vallone: Altabani
- Rossano Brazzi: Beckerman
- Robert Powell: Jaune
- Irene Handl: Miss Peach
- John el Mesurier: el governador
- Stanley Caine: Coco

## Al voltant de la pel·lícula
- A l'inici del projecte, Robert Evans, el president de la Paramount en aquell temps, volia contractar Peter Yates, el director de Bullitt per a l'escenificació i Robert Redford pel paper de Charlie Crocker. Tot i que seduït per la idea, Michael Deeley, el productor de la pel·lícula, s'hi va oposar i va contractar Peter Collinson per a la realització i Michael Caine en el paper de Charlie Crocker.
- Al principi, el professor Peach (Benny Hill), havia de ser un home apassionat dels trens elèctrics i, per convèncer-lo, Charlie Crocker i Freddie li ofereixen un magnífic tren elèctric. Però el productor convenç Troy Kennedy-Martin, el guionista, a fer del professor un home a qui li agraden les dones fortes.
- Un treball a Itàlia  és l'última pel·lícula de Noël Coward.
- Diverses seqüències de la persecució amb cotxe han estat represes en l'episodi 3 de la primera temporada de la sèrie MacGyver titulat: "La lladre de Budapest".

## Premis i nominacions
Nominacions
- 1970: Globus d'Or a la millor pel·lícula estrangera de parla anglesa